# Franz Krejči
Franz Krejči (geboren 8. Dezember 1888 in Trautenau, Österreich-Ungarn; gestorben 10. Dezember 1973 in Stockholm) war ein tschechoslowakischer Politiker der deutschen Minderheit.

## Leben
Krejčis Vater war Schreiner. Er besuchte die Volksschule Trautenau und arbeitete anschließend als Metallarbeiter, Eisengießer und Textilarbeiter in Deutschland, Österreich und der Schweiz, wo er sich 1909 einer Gewerkschaft anschloss. 1912 wurde er Sozialdemokrat. 1922 kehrte er nach Trautenau zurück und wurde Redakteur des Trautenauer Echo und Sekretär der DSAP für Ostböhmen. Außerdem war er Stadtrat und Vizebürgermeister von Trautenau. Ab 1927 bekleidete Krejči verschiedene überregionale Posten in der DSAP und gehörte dem Parteivorstand an. 
1932 rückte er als Abgeordneter in die Böhmische Landesvertretung nach. Vor dem Münchner Abkommen ging Krejči nach Prag und konnte so sein Abgeordnetenmandat bis zur Auflösung der tschechoslowakischen Nationalversammlung im März 1939 behalten.
Nach dem deutschen Einmarsch in Prag erhielt er Asyl in der britischen Botschaft, im April 1939 konnte er über Polen nach Stockholm emigrieren. Hier war er Mitglied des Landesvorstandes der Treuegemeinschaft sudetendeutscher Sozialdemokraten im Ausland (TG) und schloss sich der Zinner-Gruppe an. Ihm wurde die deutsche Staatsangehörigkeit aberkannt. 
1945 kehrte Krejči in die Tschechoslowakei zurück und ging dann aus Enttäuschung zurück nach Schweden. Von 1948 bis 1950 arbeitete er in der Bibliothek des Sozialinstituts in Stockholm. Er erhielt 1951 die schwedische Staatsbürgerschaft. Krejči protestierte gegen die Zusammenarbeit ehemaliger sudetendeutscher Sozialdemokraten mit früheren Nationalsozialisten in der Sudetendeutschen Landsmannschaft in der Bundesrepublik Deutschland.